# Presídio do Salto no Rio Madeira
O Presídio do Salto no rio Madeira localizava-se no lugar ou povoado do Salto, às margens do rio Madeira, afluente da margem direita do rio Amazonas, no atual estado do Amazonas, no Brasil.

## História
SOUZA (1885), a propósito do Forte de São José da Barra do Rio Negro, menciona que desse forte saíam os destacamentos para guarnecer os registros do rio Madeira, sem identificar esses estabelecimentos (op. cit., p. 57; GARRIDO, 1940:18).
BARRETTO (1958) cita o Presídio do Salto, no rio Madeira, sem maiores comentários (op. cit., p. 72).